# 여우다오
여우다오(有道, Youdao)는 중화인민공화국 인터넷 기업 넷이즈(網易)가 2007년에 출시한 검색 엔진이다. 모회사 웹 포털 163.com의 주요 검색 엔진으로, 사용자는 웹 페이지, 이미지, 뉴스, 음악, 블로그, 중국어-영어 사전 항목을 검색할 수 있다.

## 역사
여우다오는 빅 데이터 기술을 활용한 모바일 애플리케이션을 개발하는 넷이즈의 자회사이다. 여우다오는 여우다오 사전을 시작으로 여우다오 클라우드 노트, 후이후이 어시스턴트, 여우다오 투이광을 출시했으며, 자사 검색 엔진을 기반으로 대규모 데이터 저장 분야로 사업을 확장했다.
2007년 12월, 여우다오 데스크톱 사전이 공식 출시되었고, 2009년 1월에는 첫 번째 모바일 버전이 소비자에게 출시되었다. 온라인 사전 형태의 소프트웨어로 출시되었으며, 전체 문단 번역 서비스를 제공했다. 번역은 검색 엔진 데이터와 데이터 마이닝 및 자연어 처리를 통해 생성된 웹 데이터를 기반으로 진행되었다. 2012년 7월 말 기준, 이 사전의 전 세계 사용자는 2억 명을 넘어섰다.
2011년 6월, 여우다오는 사용자가 쉽고 안전하게 데이터에 접근할 수 있도록 지원하는 클라우드 저장 기술인 클라우드 노트를 개발하여 출시했다. 이 플랫폼은 개인 정보 및 데이터 관리와 관련된 기존 크로스 플랫폼 문제를 해결했다. 2011년 12월 6일, 클라우드 노트는 "여우다오 클라우드 노트"로 이름을 변경했고, 2013년 6월에는 여우다오 클라우드 노트 사용자 수가 1,500만 명을 돌파했다.
2013년 8월 2일, 넷이즈는 치후(360 검색)와 협력하여 검색 엔진에 대한 기술 지원 서비스를 제공한다고 발표했다. 이후 회사는 검색 엔진 관련 서비스를 중단하고 여우다오 사전과 같은 다른 서비스에 집중하고 있다.